# Азовський судноремонтний завод
Азовський судноремонтний завод (Товариство з обмеженою відповідальністю «СРЗ», англ. Azov Shipyard, SRZ LIMITED) — найбільше в акваторії Азовського моря підприємство, що спеціалізується на судноремонті, суднобудуванні, машинобудуванні і перевалці вантажів. Перебуває під управлінням Керуючої компанії «Маріупольська інвестиційна група» (КК «МІГ»).
Завод розташований у місті Маріуполь Донецької області.

## Історія
- 1886 р. — у Зінцевій балці були збудовані механічні майстерні для будівництва морського порту.
- 1899–1900 рр. — виробнича база майстерень була розширена;
- 1931 р. — база майстерень перетворена в Маріупольський судноремонтний завод;
- 1955 р. — підприємство було перейменоване в «Жданівський судноремонтний завод ММФ»;
- 1989 р. — Азовський судноремонтний завод отримав свою сучасну назву;
- 2003 р. — товариство з обмеженою відповідальністю «СРЗ» взяло в оренду цілісний майновий комплекс «Азовського судноремонтного заводу»;
- 2010 р. — підприємство перейшло під управління КК «МІГ».

## Судноремонт
Азовський судноремонтний завод має плавучий док с вантажопідйомністю 15 тис. тонн і може обслуговувати судна довжиною до 200 метрів і шириною до 25 метрів, підхідний канал дозволяє приймати судна для ремонту з осадкою до 8 метрів.
Завод виконує капітальний і доковий ремонт морських і річкових суден. Підприємство може щорічно ремонтувати до 120 суден, також виготовляє змінно-запасні частини. Крім того, завдяки власній зачисній станції, АСРЗ може проводити замивання паливних і вантажних танкерів.

## Перевалка вантажів
ТОВ «СРЗ» виконує перевалку негабаритних та великовагових вантажів, використовуючи інфраструктуру залізничних колій і причальних ліній, власні маневрові тепловози, кранове господарство і необхідне технологічне обладнання.
Вісім причалів ТОВ «СРЗ» загальною протяжністю 1,24 кілометра оснащені портальними кранами вантажопідйомністю від 5 до 40 тонн. Загальна площа для накопичення вантажів складає понад 21 тис. квадратних метрів. Глибина біля причалів — 8 метрів.

## Суднобудування
АСРЗ — єдиний в Україні судноремонтний завод з можливістю суднобудування. Завод має багаторічний досвід будівництва самохідних і несамохідних плавзасобів різного виду та призначення, плавучих доків, морських портово-рейдових нафтосміттєзбирачів, плавпричалів, понтонів та інших елементів корпусного суднобудування.
Судами-нафтосміттєзбирачами, побудованими на Азовському судноремонтному заводі, свого часу були оснащені всі порти республік колишнього СРСР. Портово-рейдовими нафтосміттєзбирачами Азовського заводу оснащені порти Індії, Куби, Німеччини, Румунії, Чорногорії, Польщі, Болгарії, Греції, ОАЕ.
За період існування заводу тут було побудовано 200 суден.

## Розробки у сфері охорони навколишнього середовища
Проєкт морського портово-рейдового нафтосміттєзбирача № 25505 отримав міжнародний диплом організації Citrade Award за досягнення в боротьбі за чистоту навколишнього середовища.

## Машинобудування
Завод займається механічною обробкою деталей для потреб флоту і суміжних галузей. Оснащеність підприємства дозволяє проводити обробку на універсальних токарних, фрезерних, карусельних, розточувальних, валових і зуборізних верстатах. Ливарно-ковальське виробництво дозволяє відливати деталі з чавуну і кольорових металів для суден, що ремонтуються, ремонту обладнання підприємства і на замовлення.
На Азовському судноремонтному заводі виробляють підйомно-транспортне обладнання, а також металоконструкції різної складності. Зараз завод може постачати понад 120 різних моделей канатних грейферів (вантажопідйомністю від 2,5 до 35 тонн), які використовуються металургійними заводами, морськими і річковими портовими господарствами для перевантаження сипучих вантажів і металобрухту.